# 爱德华·古德里奇·艾奇逊
爱德华·古德里奇·艾奇逊（英語：Edward Goodrich Acheson，1856年3月9日—1931年7月6日），美国化学家，生于宾夕法尼亚州华盛顿。他发明了大量合成碳化硅的艾奇逊法，此法至今仍用于碳化硅和石墨的制备。

## 生平

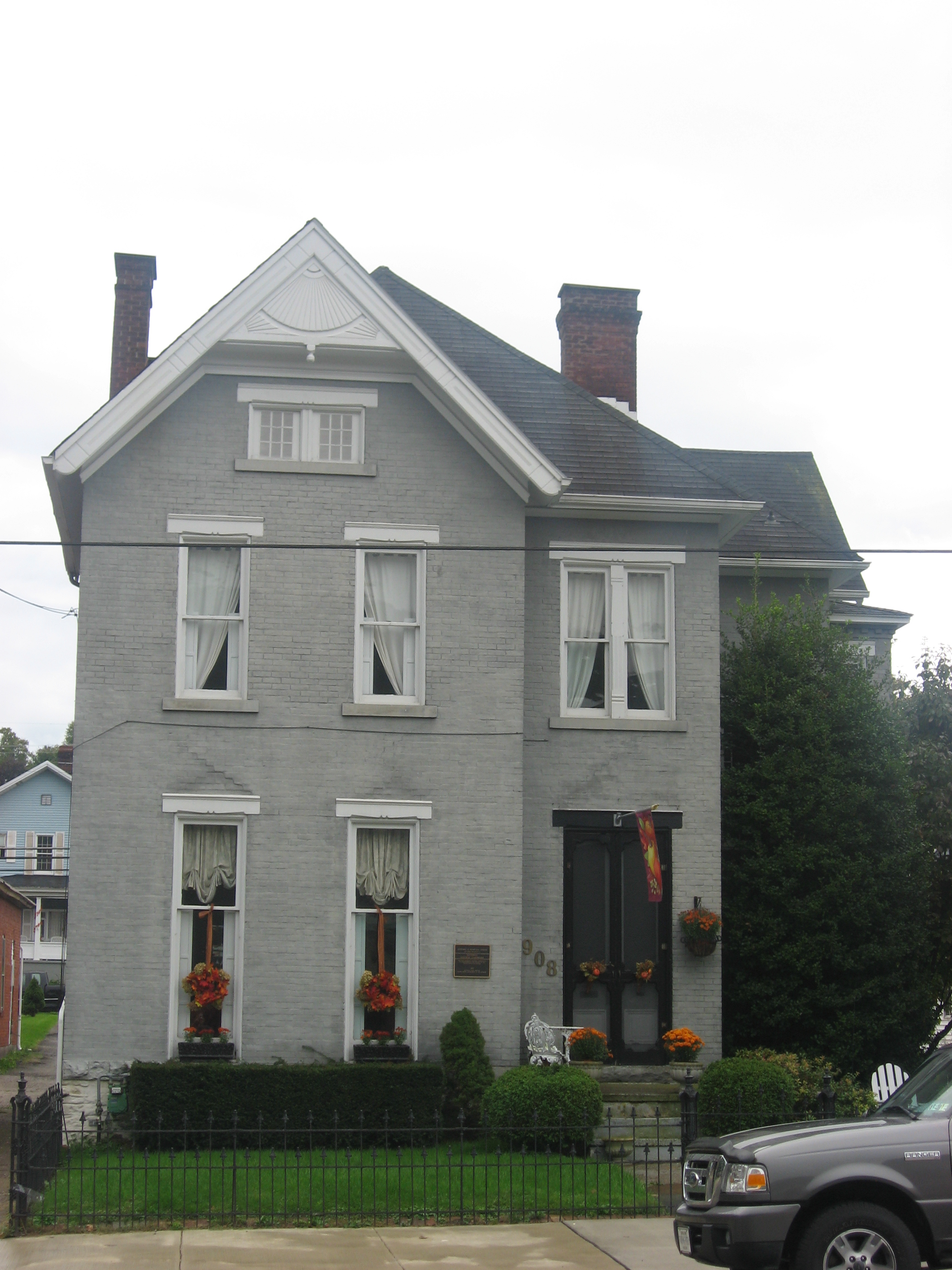
位于莫农加希拉的爱德华·古德里奇·艾奇逊故居